# اوبرفوگاو
اوبرفوگاو (به آلمانی: Obervogau) یک منطقهٔ مسکونی در اتریش است که در لیبنیتس واقع شده‌است. اوبرفوگاو ۳٫۹۵ کیلومتر مربع مساحت دارد ۲۶۰ متر بالاتر از سطح دریا واقع شده‌است.